# Jamesonia peruviana
Jamesonia peruviana är en kantbräkenväxtart som beskrevs av A. Tryon. Jamesonia peruviana ingår i släktet Jamesonia och familjen Pteridaceae. Inga underarter finns listade.